# Degel ha-Tora
Degel ha-Tora (hebrejsky: דֶגֶל הַתּוֹרָה, doslova „Prapor Tóry“) je izraelská aškenázská ultraortodoxní politická strana, která společně se stranou Agudat Jisra'el tvoří politické seskupení Sjednocený judaismus Tóry.

## Historie
Roku 1988 stranu založil duchovní vůdce strany Šas – rabín Menachem Eliezer Šach, v rámci odštěpení od Agudat Jisra'el. K tomu došlo kvůli sporům s chasidskými rabíny mateřské strany. Jméno strany bylo vybráno v kontrastu s izraelskou vlajkou evokující sekulární životní styl a společnost, vůči níž se Charedim ostře staví.
Ve volbách do 12. Knesetu získala Degel ha-Tora dva poslanecké mandáty a stala se součástí vlády Národní jednoty. Ve volbách do 13., 14. a 15. Knesetu strana kandidovala pod společnou kandidátkou uskupení Jednotný judaismus Tóry se stranou Agudat Jisra'el.
Před volbami do 14. a 15. Knesetu se strany rozdělily z důvodu větších výhod ve financování.
V roce 2005 se stala strana součástí vládní koalice premiéra Ariela Šarona.
V současné době (17. Kneset) má strana dva poslanecké mandáty.

## Ideologie
Degel ha-Tora reprezentuje „litevskou větev“ nechasidských Charedim (známých také jako Mitnagdim) a vymezuje se proti chasidsky orientované Agudat Jisra'el. V některých případech strany soupeří samy mezi sebou, jindy postupují jednotně ve zmíněné alianci.